# Pampa horse
Pampahest (engelsk: Pampa horse) er en hesterace, der stammer fra Brasilien. Det er en meget lydig hest, som kan bruges til alle former for ridesport/aktiviteter. Forbundet for Pampahesten ligger i Belo Horizonte. Minimumshøjden for hingste er 1.50 m, og 1.45 m for hopper.
| Dyr | Spire Denne artikel om dyr er en spire som bør udbygges. Du er velkommen til at hjælpe Wikipedia ved at udvide den. |